# Chalé da Pedra
O Chalé da pedra em agosto de 2007

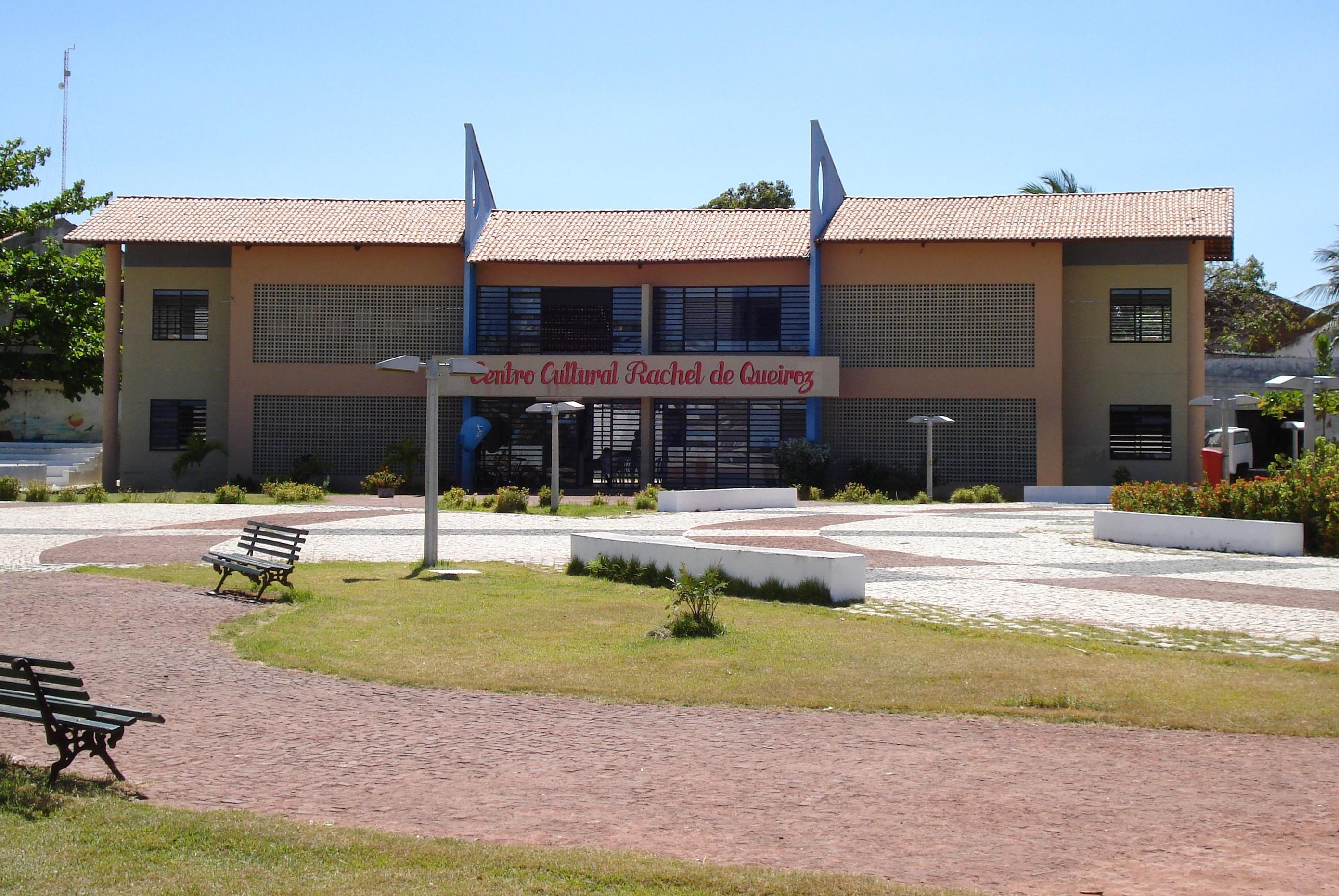
Anexo do Centro Cultural Rachel de Queiroz.

O Chalé da Pedra é uma construção histórica localizada no centro da cidade de Quixadá datada da década de 1920 que tem como uma de seus principais atrativos, o fato de estar sobre um monólito. Hoje abriga um centro cultural.

## História

### Construção
Até o fim do século XIX havia uma pequena lagoa nas proximidades da pedra que serve de base para a construção. Durante os períodos chuvosos a água dessa lagoa transbordava e ia em direção à Pedra do Cruzeiro. Contudo, no início no século XX, quando Quixadá iniciava a organização de sua estrutura urbana, foi construída uma pequena barragem para represar a água. Com o represamento das águas, o volume acumulado foi ampliado fazendo com que, durante a estação chuvosa, a água atingisse essa pedra. Mesmo assim, por volta de 1919, o proprietário das terras, Fausto Cândido de Alencar, resolveu construir uma casa sobre essa rocha.
Essa construção, feita em estilo arquitetônico Art Nouveau, foi inspirada em outro casarão existente nas proximidades da barragem do Açude Cedro que havia sido planejada a por Dr. Revy, engenheiro inglês que iniciou a construção daquele açude, e modificada pelo engenheiro Ulrico Mursa, mas somente concluída por volta de 1899 pelo também engenheiro José bento da Cunha Figueiredo, que, na época, dirigia a 3ª Comissão encarregada da construção do Açude.

### Primeiros anos
Depois de sua construção, a casa teve diversos usos. Os primeiros moradores foram os familiares de Delmiro de Queiroz, que, com o consentimento de Fausto Cândido, construiu nas proximidades, um parque de diversões para crianças chamado "A Casa Branca da Serra". O nome fazia referência ao fato de que a casa tinha sua parte externa pintada de branco. A partir dos anos de 1930, nele funcionou a Loja Maçônica de Quixadá. A partir da instalação de uma agência do Banco do Brasil, em 1943, o chalé passou a ser residência dos bancários. Um desses, Petrônio Cordeiro Campos, que morou por quase vinte anos, comprou o imóvel dos herdeiros de Fausto Alencar mantendo a propriedade consigo até sua morte.

### Compra pela prefeitura e restauro
Com a morte de Petrônio Campos, seus herdeiros venderam o chalé para a prefeitura, no mandato de Aziz Okka Baquit, embora o pagamento só tenha sido feito na primeira gestão de Ilário Marques (1993-1996)
Desde a sua construção o Chalé nunca havia passado por restauro. Ao longo dos anos várias camadas de tinta, de cores diferentes, foram encobrindo suas características originais, embora os traços arquitetônicos tenham sido mantidos. Peças históricas foram doadas pela irmã caçula de Rachel de Queiroz, Maria Luiza Salek. Para receber essa peças foram necessários estudos museográfico, iluminotécnico e de climatização".
Em 2010 foram iniciadas obras para o restauro do chalé. A reforma foi conduzida por uma equipe especializada: o restaurador Antônio Moça Velha trabalhou da recuperação dos traços ecléticos do imóvel desgastados pelo tempo. A arquiteta e museóloga Lídia Sarniento elaborou o designer interior, adaptando os cômodos em ambientes de exposição. Um deles será utilizado para exibições videográficas. O bibliófilo José Augusto Bezerra selecionou e catalogou o material a ser exposto, dentre eles a máquina de escrever, indumentárias e dezenas de fotografias raras.
A conclusão do restauro ocorreu no final de 2010, tendo sua reinauguração como Centro Cultura Rachel de queiroz no dia 10 em dezembro de 2010.

## Fundação Cultural de Quixadá
O projeto de implantação do Memorial teve início em 2007, quando a Fundação Cultural era presidida por Irisdalva de Almeida, a Dadá. Na época ela foi ao Rio de Janeiro, onde fez levantamento dos pertences da escritora disponibilizados pela família para apreciação pública. A principal exigência era a climatização do espaço destinado ao Memorial. Em fevereiro daquele ano o Chalé foi tombado como patrimônio histórico de Quixadá, através do Conselho Municipal Histórico Cultura e Ambiental.
Atualmente, é circulado pela Praça da Cultura e vizinho ao Centro Cultural Rachel de Queiroz, sede da Fundação Cultural. A Loja Maçônica funcionou no Chalé da Pedra secretamente, pois na época a Maçonaria foi proibida pelo regime de Getúlio Vargas. Fausto Cândido de Alencar demorou algum tempo para ir morar no Chalé, pois durante a sua construção houve um acidente com um pedreiro que veio a falecer, ele também é responsável por diversas construções em Quixadá, uma de suas construções na rua Rodrigues Júnior, nas proximidades da Praça Coronel Nanan leva o seu nome e a data de 1901.